# Phyllophaga trinitariensis
Phyllophaga trinitariensis är en skalbaggsart som beskrevs av Garcia-vidal 1987. Phyllophaga trinitariensis ingår i släktet Phyllophaga och familjen Melolonthidae. Inga underarter finns listade i Catalogue of Life.